# Gebirgs-Beißschrecke
Die Gebirgs-Beißschrecke (Metrioptera saussuriana, Syn.: Platycleis noui) ist eine Langfühlerschrecke aus der Unterfamilie der Tettigoniinae innerhalb der Überfamilie der Laubheuschrecken.

## Merkmale
Die Gebirgs-Beißschrecke ähnelt der nahe verwandten Kurzflügeligen Beißschrecke, zeigt aber keine grünen Partien am Körper. Der Hinterleib ist relativ lang und dick, der Kopf ist groß und der Halsschild ist ganz leicht nach hinten verlängert. Ihre Flügel reichen bis zur Hinterleibsmitte, die dunklen Fühler sind etwa körperlang. Die Unterschenkel tragen kleine Stacheln, wobei die der vorderen Beinpaare länger sind und weiter zueinander entfernt stehen. Die Grundfarbe ist dunkelbraun bis rotbraun, der Bauch ist beige. Der Körper ist von schwachen dunklen Zeichnungen überzogen, nur auf den Hinterschenkeln fehlen diese. Die Halsschildseitenlappen sind dunkel schwarzbraun gefärbt und sind schmal hellgelb bis weißlich gerandet. Über und vor dem Auge befindet sich ein schwarzbrauner Fleck, der von einem hellen, nach oben gezogenen Streifen zerteilt wird. Flügel und Beine sind meist etwas heller als der Körper. Sie sind hellbraun bis beige gefärbt. Die Gelenkregionen der Hinterbeine sind dunkelgrau. Die dunklen rotbraunen Facettenaugen tragen einen dunklen Punkt in der Mitte. Das Männchen besitzt in der Mitte gezähnte Cerci. Der schwarz gefärbte Legebohrer des Weibchens ist im Unterschied zu dem der Kurzflügeligen Beißschrecke kürzer und stärker gebogen. Die Gebirgs-Beißschrecke erreicht eine Körperlänge von 16 bis 23 Millimetern.

## Lebensweise und Verbreitung
Die Gebirgs-Beißschrecke lebt auf etwas feuchten Bergwiesen in vielen Gebirgen und Mittelgebirgen im südlichen Europa. Ihr Verbreitungsgebiet erstreckt sich auf der Iberischen Halbinsel von Portugal und Spanien über die Pyrenäen, das südliche Frankreich bis in den französischen und Schweizer Jura und die Süd- und Westalpen. Isolierte Vorkommen finden sich auf den Balearen, auf Korsika, Sardinien, einigen nordwestfranzösischen Inseln und in Mitteleuropa in der Nähe von Salzburg. Die Art fehlt in Deutschland, jedoch gibt es Fundorte nahe der deutschen Grenze wie zum Beispiel in den Vogesen und dem Pfändergebiet. Imagines treten von Juli bis September auf.